# Vratislav Chaloupka
Vratislav Chaloupka (* 26. června 1959) je český fotbalový trenér, bývalý útočník a mládežnický reprezentant.

## Hráčská kariéra
Hrál za RH Cheb, Spartu Praha, LIAZ Jablonec, SK Motorlet Praha, Škodu Plzeň, Spartak Hradec Králové, DAC Dunajská Streda a v Rakousku za SR Donaufeld Wien. V československé lize nastoupil ve 139 utkáních a dal 26 gólů. V reprezentaci do 21 let nastoupil v roce 1981 ve 3 utkáních, v nichž dal 2 góly.

### Prvoligová bilance
| Ročník                                   | Zápasy | Góly | Klub                   |
| ---------------------------------------- | ------ | ---- | ---------------------- |
| 1. československá fotbalová liga 1979/80 | 8      | 1    | RH Cheb                |
| 1. československá fotbalová liga 1980/81 | 25     | 9    | Sparta Praha           |
| 1. československá fotbalová liga 1981/82 | 14     | 0    | Sparta Praha           |
| 1. československá fotbalová liga 1986/87 | 26     | 2    | Škoda Plzeň            |
| 1. československá fotbalová liga 1987/88 | 28     | 7    | Spartak Hradec Králové |
| 1. československá fotbalová liga 1988/89 | 21     | 6    | Spartak Hradec Králové |
| 1. československá fotbalová liga 1989/90 | 17     | 1    | DAC Dunajská Streda    |
| CELKEM                                   | 139    | 26   |                        |

## Trenérská kariéra
Po skončení hráčské kariéry se stal trenérem. Trénoval v klubech SK Roudnice nad Labem, FK Admira Praha, poté na jihovýchodní Moravě v Hradčovicích, Polešovicích, Veselí nad Moravou a Kyjově. Dále trénoval dorostence v Kunovicích. V sezoně 2016/17 vedl A-mužstvo Kunovic v I. B třídě Zlínského kraje – sk. C.